# Emma Grome
Emma Grome (* 20. September 2002 in Loveland) ist eine US-amerikanische Volleyballspielerin.

## Karriere
Grome begann ihre Karriere an der St. Ursula High School. Von 2021 bis 2024 studierte sie an der University of Kentucky und spielte in der Universitätsmannschaft. Nach ihrem Studium war sie drei Monate bei Changas de Naranjito in Puerto Rico aktiv. 2025 wurde sie vom deutschen Bundesligisten Dresdner SC verpflichtet.